# Копидлно
Копидлно (чеш. Kopidlno) — чешский город в районе Йичин, который находится на реке Мрлина (чеш. Mrlina) в самой низкой части Чешского рая.

## История
Первые упоминания о поселении относятся к 1322 г. Статус города Копидлно получило от короля Владислава II в 1514 г. Герб был дарован городу королём Людвиком Ягеллоном в 1523 г.
В 1851 г. был торжественно заложен первый камень в фундамент здания новой школы. В 1881 г. было создано муниципальное пожарное общество. План электрификации города был начат в 1922 г. и завершен за три года. Кроме того, была построена телефонная линия от Йичина до Рождяловиц через Копидлно. В 1946—1947 гг. появилась городская водопроводная система, годом позже городское радио.

## Достопримечательности
- Костёл Святого Иакова Старшего (чеш. Kostel svatého Jakuba Většího, построенный в стиле барокко в 1704—1705 годах, архитектор Филип Шпаннбрукер)[6]
- Римско-католический деканат (1705 г., восстановление в 1803-1804 гг.)
- Замок (построенный после 1533 г., строительство закончено в период раннего барокко, в 1875 г. граф Эрвин Шлик перестроил замок в стиле псевдо-ренессанса, вокруг замка раскинулся дворцовый парк площадью 7,68 га)[7]
- Оранжерея Палм-Хаус (1894 г.)
- Ратуша (1875 г., ремонты в 1921, 1929 и 1969 годах)[8]
- Спортзал "Сокол" (1930—1932 г., архитектор Ченек Мусил, торжественное открытие 28 октября 1932)

## Население
| Год  | Численность | Численность |
| ---- | ----------- | ----------- |
| 1869 | 2462        | [ 9 ]       |
| 1880 | 3022        | [ 9 ]       |
| 1890 | 3169        | [ 9 ]       |
| 1900 | 3087        | [ 9 ]       |
| 1910 | 3061        | [ 9 ]       |
| 1921 | 3183        | [ 9 ]       |
| 1930 | 3083        | [ 9 ]       |
| 1950 | 2487        | [ 9 ]       |
| 1961 | 2509        | [ 9 ]       |
| 1970 | 2299        | [ 9 ]       |
| 1980 | 2092        | [ 9 ]       |
| 1991 | 1972        | [ 9 ]       |
| 2001 | 2204        | [ 9 ]       |
| 2014 | 2156        | [ 10 ]      |
| 2016 | 2160        | [ 11 ]      |
| 2017 | 2150        | [ 12 ]      |
| 2018 | 2131        | [ 13 ]      |
| 2019 | 2080        | [ 14 ]      |
| 2020 | 2112        | [ 15 ]      |
| 2021 | 2112        | [ 16 ]      |
| 2022 | 2136        | [ 17 ]      |
| 2023 | 2190        | [ 18 ]      |
| 2024 | 2205        | [ 19 ]      |
| 2025 | 2157        | [ 3 ]       |